# Deogratias Huerta
Deogratias Huerta, auch Deogracias Huerta ist ein spanischer Schauspieler.

## Leben
Huerta wurde in den Credits auch als Deogracias Huerta aufgelistet. Als Darsteller in Filmen war er in den 1970er Jahren tätig. Einem breiten Publikum wurde er als Widersacher in verschiedenen Rollen des Duos Bud Spencer und Terence Hill bekannt. In Zwei wie Pech und Schwefel verkörperte er Attila den Anführer einer Schlägerbande eines Gangsterbosses. Dort wird er von Heinz Petruo synchronisiert. In Triangel  spielt er eine Nebenrolle, genauso in Cabo de vara. In Nobody ist der Größte war er als Union Sergeant zu sehen.

## Filmographie
- 1973: Der Mann mit der Kugelpeitsche
- 1974: Zwei wie Pech und Schwefel
- 1974: Triangel
- 1975: Nobody ist der Größte
- 1978: Cabo de vara